# Дюк Степанович

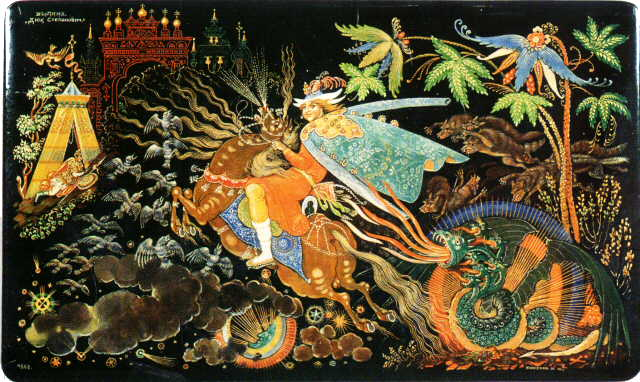
Павло Баженов. Дюк Степанович. Палех, 1940.

Дюк Степанович, Дюка — богатир київського билинного циклу, засвідчений у галицькому епосі.
Ім'я Дюка — візантійське Дука. Андронік Дука зустрічається у візантійському романі про Дігеніса. Билини про Дюка в устах переказчиків досягають значних розмірів. Окремі епізоди частиною перебиті і сплутані, так що відновлення основного виду билини можливо лише за допомогою аналізу всіх варіантів, що дійшли до нас, число яких перевищує 30. Така критична робота зроблена О. М. Веселовським у його «Південноросійських билинах», VI. Відбудований ним порядок епізодів можна уявити в такому вигляді. Дюка, молодий боярин, споряджається до Києва з міста Галича (інакше — з Індії багатої, Корели, Волинця). Іноді Дюка відпрошується у матері, Мамелфи Тимофіївни, яка попереджає його, щоб він у Києві на бенкеті княжому не хвалився богатирством і нею, матінкою. Дорогою до міста Дюк зустрічає незвичайні перешкоди — три великі застави: «змії покльовучі», «леви-звірі поїдучі», «горуха товкучі, вони сходяться разом і розходяться». Дюк долає їх за порадою матері: він б'є коня, перший раз між вухами, другий між задніх ніг, і кінь благополучно переносить його в безпечне місце. В одному з варіантів билини, на шляху до Києва Дюк наїжджає на намет, у якому відпочиває Ілля Муромець. Ілля готовий помірятися з незнайомим богатирем силою, але Дюк ухиляється від битви та визнає перевагу Іллі. Іллі це подобається, і він попереджає Дюка, що якщо тому доведеться туго в Києві, нехай сповістить його, і він, Ілля, «підсобить горю». Та прибувши до Києва, Дюка дивується бідності Києва та хвалиться розкішшю свого міста, хизується своїм конем. Чурила викликає Дюка на змагання з франтівства та з кінних перегонів. Дюці щодня одяг з Індії приносить його кінь, і приїжджий богатир перевершив місцевого. Перемогу здобув Дюка і в перегонах через річку Пучай. Щоб перевірити хвальковитість Дюки, Володимир відправляє посольство в царство Дюкової матері. Посольство визнає, що якщо продати Київ і Чернігів та купити паперу для опису Дюкового багатства, то не вистачить паперу.
Дотримуючись плану билини, академік Веселовський зробив спробу реставрувати візантійську пісню чи повість, покладену в основу билини. Повість описувала подорож візантійського посольства в Індію, щоб бачити її чудеса. У руській переробці замість візантійського посла ходило туди ж посольство Володимира, причому мотивом ходіння була поява при дворі заїжджого молодця і його вихваляння. Близьку аналогію представляє схема, на якій побудовані старофранцузькі сказання про паломництво Карла Великого в Єрусалим і Константинополь з метою побачити візантійського імператора Гугона (вигаданий персонаж), слава про велич і могутність якого дійшла до Карла.